# IBM OmniFind
IBM OmniFind was een zoekplatform van IBM voor bedrijven en bevat een crawler om content van bijvoorbeeld intranet te doorzoeken en te indexeren.
OmniFind is een onderdeel van  'IBM Content Analytics with Enterprise Search'  en kan dus niet worden gekocht, maar kent wel een vrij-verkrijgbare versie: IBM OmniFind Yahoo! Edition. De software is gebouwd op Lucene en de open OASIS standaard: UIMA ('Unstructured Information Management Architecture') en kan meerdere systemen als databases, bestandssystemen en web-omgevingen doorzoeken. 
Deze technologie werd ook door de Watson-supercomputer gebruikt bij het spelen van het spel Jeopardy.